# Mark 39 (ядерная бомба)

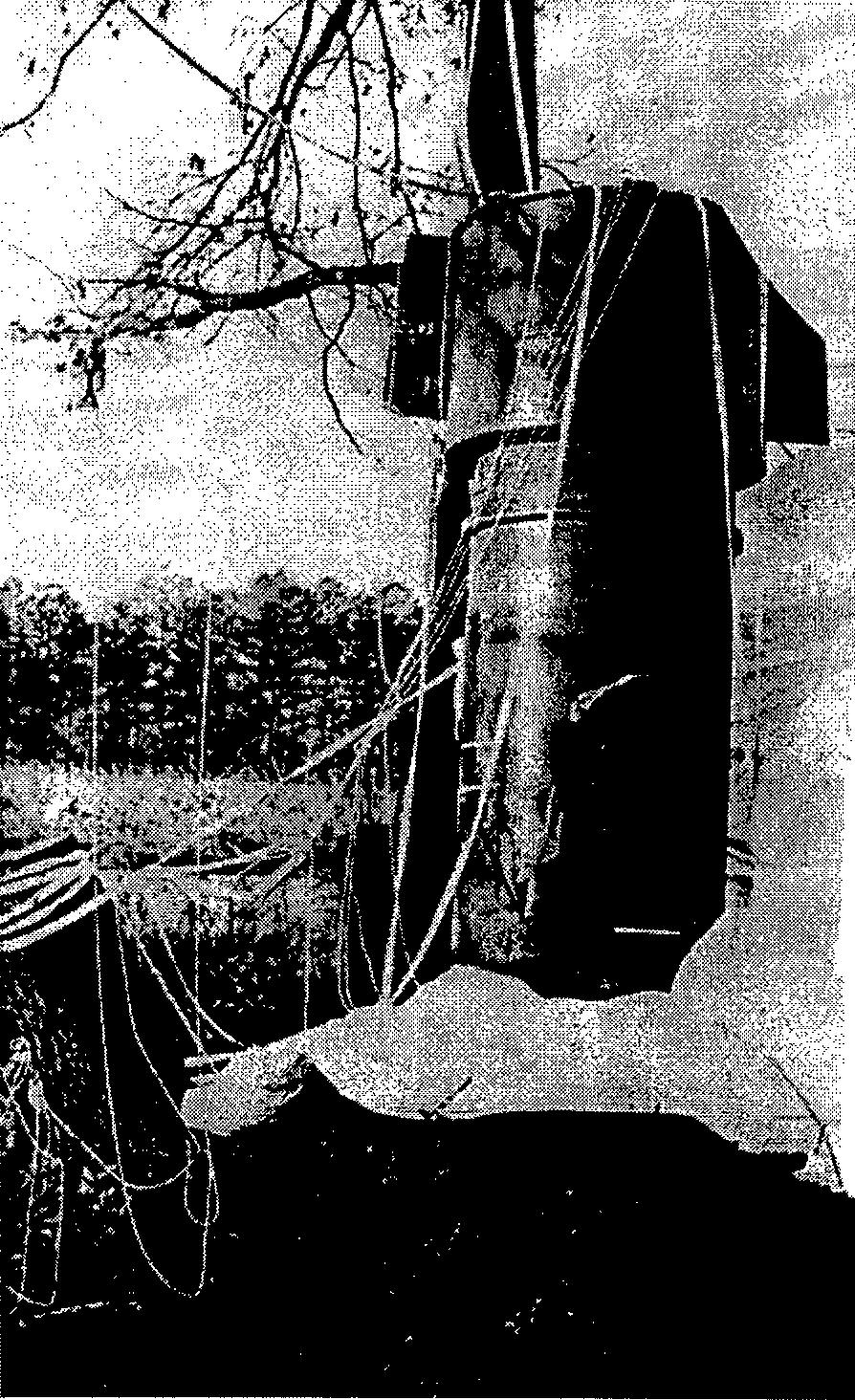
Бомба Mark 39 найденная после авиакатастрофы под Голдсборо в 1961 году.

Mark 39 (сокр. Mk.39 или Mk-39) — американская ядерная бомба и ядерный заряд W39 — разновидности американского термоядерного оружия находившегося в эксплуатации с 1957 по 1966 годы. Разработаны Лос-Аламосской национальной лабораторией.

Mk.39 сконструирована по схеме Теллера-Улама и имеет мощность энерговыделения около 3,8 мегатонн. По конструкции является модификацией бомбы Mk.15 (TX-15-X3 и Mark 39 Mod 0 имели полностью идентичную конструкцию).
Mark 15 была первой лёгкой американской термоядерной бомбой.
Боезаряд W39 был 35 дюймов (889 мм) в диаметре 106 дюймов длины (2692 мм) и имел массу от 6230 до 6400 фунтов (2825—2902 кг). 
W39 применялся на крылатой ракете SM-62 Snark и баллистической PGM-11 Redstone, свободнопадающая бомба Mk.39 могла применяться из подвесного бомбоотсека (скомбинированного с топливным баком) бомбардировщика B-58 Hustler.

## Где посмотреть
- Корпус Mark 39 экспонируется в Галерее Холодной войны Национального музея Военно-воздушных сил США в г. Дейтон, штат Огайо. Бомба была получена из Национального музея ядерной науки и истории[англ.] на авиабазе Киртланд[англ.] в 1993 году.